# OLT Express Germany
OLT Express Germany (tidligere Ostfriesische Lufttransport) er et tysk flyselskab med hovedsæde i byen Bremen.
De flyver indenrigs- og charterruter fra små lufthavne i Nordtyskland. De fleste af disse har udgangspunkt fra Flughafen Heringsdorf på øen Usedom. Fra Flughafen Bremen driver de også udenrigsflyvninger ligesom det er her de har deres Hub.
Selskabet blev stiftet i 1958 og fløj i mange år udelukkende taxiflyvning til øer i Nordsøen og Østersøen. Senere begyndte man på charterflyvninger og i 1991 startede de deres første rute fra Bremen.
Fra 2008 begyndte de at flyve ambulanceflyvninger fra Emden, med en helikopter af mærket Eurocopter AS365.

## Flåde
I november 2010 havde Ostfriesische Lufttransport en flyflåde bestående af følgende:
| Større fly                   | Antal | Sæder |
| ---------------------------- | ----- | ----- |
| Fokker 100                   | 2     | 100   |
| Saab 2000                    | 3     | 50    |
| Total                        | 5     |       |
| Småfly                       | Antal | Sæder |
| Cessna 208B                  | 1     | 10    |
| Britten-Norman BN-2 Islander | 3     | 9     |
| Gippsland GA-8 Airvan        | 1     | 6     |
| Cessna 172                   | 1     | 3     |
| Total                        | 6     |       |
| Helikoptere                  | Antal | Sæder |
| Eurocopter EC 155            | 1     | 13    |
| Eurocopter AS 365 Dauphin    | 1     | 13    |
| Bell 206L                    | 1     | 5     |
| Total                        | 3     |       |